# Llista d'asteroides/103101–103200
| Nom      | Designació provisional | Data de descobriment | Lloc de descobriment | Descobridor/s |
| -------- | ---------------------- | -------------------- | -------------------- | ------------- |
| 103101 - | 1999 XD174             | 10 de desembre, 1999 | Socorro              | LINEAR        |
| 103102 - | 1999 XF174             | 10 de desembre, 1999 | Socorro              | LINEAR        |
| 103103 - | 1999 XM174             | 10 de desembre, 1999 | Socorro              | LINEAR        |
| 103104 - | 1999 XW174             | 10 de desembre, 1999 | Socorro              | LINEAR        |
| 103105 - | 1999 XB175             | 10 de desembre, 1999 | Socorro              | LINEAR        |
| 103106 - | 1999 XT176             | 10 de desembre, 1999 | Socorro              | LINEAR        |
| 103107 - | 1999 XE177             | 10 de desembre, 1999 | Socorro              | LINEAR        |
| 103108 - | 1999 XF177             | 10 de desembre, 1999 | Socorro              | LINEAR        |
| 103109 - | 1999 XN177             | 10 de desembre, 1999 | Socorro              | LINEAR        |
| 103110 - | 1999 XP177             | 10 de desembre, 1999 | Socorro              | LINEAR        |
| 103111 - | 1999 XY177             | 10 de desembre, 1999 | Socorro              | LINEAR        |
| 103112 - | 1999 XA178             | 10 de desembre, 1999 | Socorro              | LINEAR        |
| 103113 - | 1999 XD178             | 10 de desembre, 1999 | Socorro              | LINEAR        |
| 103114 - | 1999 XH178             | 10 de desembre, 1999 | Socorro              | LINEAR        |
| 103115 - | 1999 XN180             | 10 de desembre, 1999 | Socorro              | LINEAR        |
| 103116 - | 1999 XD181             | 12 de desembre, 1999 | Socorro              | LINEAR        |
| 103117 - | 1999 XY181             | 12 de desembre, 1999 | Socorro              | LINEAR        |
| 103118 - | 1999 XY182             | 12 de desembre, 1999 | Socorro              | LINEAR        |
| 103119 - | 1999 XR184             | 12 de desembre, 1999 | Socorro              | LINEAR        |
| 103120 - | 1999 XN185             | 12 de desembre, 1999 | Socorro              | LINEAR        |
| 103121 - | 1999 XP188             | 12 de desembre, 1999 | Socorro              | LINEAR        |
| 103122 - | 1999 XA189             | 12 de desembre, 1999 | Socorro              | LINEAR        |
| 103123 - | 1999 XG189             | 12 de desembre, 1999 | Socorro              | LINEAR        |
| 103124 - | 1999 XD190             | 12 de desembre, 1999 | Socorro              | LINEAR        |
| 103125 - | 1999 XQ191             | 12 de desembre, 1999 | Socorro              | LINEAR        |
| 103126 - | 1999 XX191             | 12 de desembre, 1999 | Socorro              | LINEAR        |
| 103127 - | 1999 XR194             | 12 de desembre, 1999 | Socorro              | LINEAR        |
| 103128 - | 1999 XZ195             | 12 de desembre, 1999 | Socorro              | LINEAR        |
| 103129 - | 1999 XA196             | 12 de desembre, 1999 | Socorro              | LINEAR        |
| 103130 - | 1999 XR196             | 12 de desembre, 1999 | Socorro              | LINEAR        |
| 103131 - | 1999 XK197             | 12 de desembre, 1999 | Socorro              | LINEAR        |
| 103132 - | 1999 XY198             | 12 de desembre, 1999 | Socorro              | LINEAR        |
| 103133 - | 1999 XX199             | 12 de desembre, 1999 | Socorro              | LINEAR        |
| 103134 - | 1999 XE202             | 12 de desembre, 1999 | Socorro              | LINEAR        |
| 103135 - | 1999 XL202             | 12 de desembre, 1999 | Socorro              | LINEAR        |
| 103136 - | 1999 XF203             | 12 de desembre, 1999 | Socorro              | LINEAR        |
| 103137 - | 1999 XN203             | 12 de desembre, 1999 | Socorro              | LINEAR        |
| 103138 - | 1999 XP204             | 12 de desembre, 1999 | Socorro              | LINEAR        |
| 103139 - | 1999 XS205             | 12 de desembre, 1999 | Socorro              | LINEAR        |
| 103140 - | 1999 XB206             | 12 de desembre, 1999 | Socorro              | LINEAR        |
| 103141 - | 1999 XF206             | 12 de desembre, 1999 | Socorro              | LINEAR        |
| 103142 - | 1999 XM207             | 12 de desembre, 1999 | Socorro              | LINEAR        |
| 103143 - | 1999 XY208             | 13 de desembre, 1999 | Socorro              | LINEAR        |
| 103144 - | 1999 XY209             | 13 de desembre, 1999 | Socorro              | LINEAR        |
| 103145 - | 1999 XQ210             | 13 de desembre, 1999 | Socorro              | LINEAR        |
| 103146 - | 1999 XS210             | 13 de desembre, 1999 | Socorro              | LINEAR        |
| 103147 - | 1999 XU212             | 14 de desembre, 1999 | Socorro              | LINEAR        |
| 103148 - | 1999 XQ213             | 14 de desembre, 1999 | Socorro              | LINEAR        |
| 103149 - | 1999 XC215             | 14 de desembre, 1999 | Socorro              | LINEAR        |
| 103150 - | 1999 XP215             | 14 de desembre, 1999 | Socorro              | LINEAR        |
| 103151 - | 1999 XR217             | 13 de desembre, 1999 | Kitt Peak            | Spacewatch    |
| 103152 - | 1999 XR220             | 14 de desembre, 1999 | Socorro              | LINEAR        |
| 103153 - | 1999 XT220             | 14 de desembre, 1999 | Socorro              | LINEAR        |
| 103154 - | 1999 XZ221             | 15 de desembre, 1999 | Socorro              | LINEAR        |
| 103155 - | 1999 XN222             | 15 de desembre, 1999 | Socorro              | LINEAR        |
| 103156 - | 1999 XT222             | 15 de desembre, 1999 | Socorro              | LINEAR        |
| 103157 - | 1999 XU223             | 13 de desembre, 1999 | Kitt Peak            | Spacewatch    |
| 103158 - | 1999 XB224             | 13 de desembre, 1999 | Kitt Peak            | Spacewatch    |
| 103159 - | 1999 XP224             | 13 de desembre, 1999 | Kitt Peak            | Spacewatch    |
| 103160 - | 1999 XW224             | 13 de desembre, 1999 | Kitt Peak            | Spacewatch    |
| 103161 - | 1999 XF225             | 13 de desembre, 1999 | Kitt Peak            | Spacewatch    |
| 103162 - | 1999 XZ225             | 13 de desembre, 1999 | Kitt Peak            | Spacewatch    |
| 103163 - | 1999 XR226             | 14 de desembre, 1999 | Kitt Peak            | Spacewatch    |
| 103164 - | 1999 XX226             | 15 de desembre, 1999 | Kitt Peak            | Spacewatch    |
| 103165 - | 1999 XN227             | 15 de desembre, 1999 | Kitt Peak            | Spacewatch    |
| 103166 - | 1999 XT227             | 15 de desembre, 1999 | Kitt Peak            | Spacewatch    |
| 103167 - | 1999 XS228             | 14 de desembre, 1999 | Kitt Peak            | Spacewatch    |
| 103168 - | 1999 XW228             | 14 de desembre, 1999 | Kitt Peak            | Spacewatch    |
| 103169 - | 1999 XR229             | 7 de desembre, 1999  | Catalina             | CSS           |
| 103170 - | 1999 XL230             | 7 de desembre, 1999  | Anderson Mesa        | LONEOS        |
| 103171 - | 1999 XC231             | 7 de desembre, 1999  | Catalina             | CSS           |
| 103172 - | 1999 XL231             | 8 de desembre, 1999  | Catalina             | CSS           |
| 103173 - | 1999 XS233             | 4 de desembre, 1999  | Anderson Mesa        | LONEOS        |
| 103174 - | 1999 XK234             | 4 de desembre, 1999  | Anderson Mesa        | LONEOS        |
| 103175 - | 1999 XS234             | 3 de desembre, 1999  | Anderson Mesa        | LONEOS        |
| 103176 - | 1999 XT234             | 3 de desembre, 1999  | Anderson Mesa        | LONEOS        |
| 103177 - | 1999 XU234             | 3 de desembre, 1999  | Anderson Mesa        | LONEOS        |
| 103178 - | 1999 XL235             | 2 de desembre, 1999  | Kitt Peak            | Spacewatch    |
| 103179 - | 1999 XO236             | 5 de desembre, 1999  | Anderson Mesa        | LONEOS        |
| 103180 - | 1999 XF237             | 5 de desembre, 1999  | Catalina             | CSS           |
| 103181 - | 1999 XR237             | 5 de desembre, 1999  | Catalina             | CSS           |
| 103182 - | 1999 XJ238             | 2 de desembre, 1999  | Kitt Peak            | Spacewatch    |
| 103183 - | 1999 XA239             | 6 de desembre, 1999  | Kitt Peak            | Spacewatch    |
| 103184 - | 1999 XG239             | 6 de desembre, 1999  | Socorro              | LINEAR        |
| 103185 - | 1999 XD242             | 13 de desembre, 1999 | Catalina             | CSS           |
| 103186 - | 1999 XH242             | 13 de desembre, 1999 | Anderson Mesa        | LONEOS        |
| 103187 - | 1999 XS242             | 13 de desembre, 1999 | Socorro              | LINEAR        |
| 103188 - | 1999 XT242             | 13 de desembre, 1999 | Socorro              | LINEAR        |
| 103189 - | 1999 XV242             | 13 de desembre, 1999 | Socorro              | LINEAR        |
| 103190 - | 1999 XD243             | 2 de desembre, 1999  | Socorro              | LINEAR        |
| 103191 - | 1999 XE243             | 3 de desembre, 1999  | Anderson Mesa        | LONEOS        |
| 103192 - | 1999 XF243             | 5 de desembre, 1999  | Anderson Mesa        | LONEOS        |
| 103193 - | 1999 XG243             | 5 de desembre, 1999  | Anderson Mesa        | LONEOS        |
| 103194 - | 1999 XX243             | 5 de desembre, 1999  | Anderson Mesa        | LONEOS        |
| 103195 - | 1999 XZ243             | 5 de desembre, 1999  | Anderson Mesa        | LONEOS        |
| 103196 - | 1999 XA244             | 5 de desembre, 1999  | Anderson Mesa        | LONEOS        |
| 103197 - | 1999 XZ247             | 6 de desembre, 1999  | Socorro              | LINEAR        |
| 103198 - | 1999 XT248             | 6 de desembre, 1999  | Socorro              | LINEAR        |
| 103199 - | 1999 XE249             | 6 de desembre, 1999  | Socorro              | LINEAR        |
| 103200 - | 1999 XL249             | 6 de desembre, 1999  | Socorro              | LINEAR        |